# Can Baixeres (Vic)
Can Baixeres és una masia de Vic (Osona) inclosa a l'Inventari del Patrimoni Arquitectònic de Catalunya.

## Descripció
Edifici civil. Masia de planta rectangular, coberta a dues vessants i amb el carener perpendicular a la façana, situada a migdia. Consta de planta baixa i primer pis. La façana presenta un portal rectangular de pedra (gres verdós) amb llinda de fusta i amb una finestreta de reixa a la planta i dues finestres al primer pis. A ponent s'hi adossa un cos modern cobert a dues vessants.
Al nord hi ha una finestra a la planta i una al primer pis. A l'est hi ha un cobert de totxo, fusta i teules i una finestreta datada al 1917. Al Se hi ha un pou on hi brolla l'aigua.
És construïda amb pedra basta, morter de calç, tàpia i arrebossat al damunt. L'estat de conservació és mitjà.
La teularia: edifici civil a ser utilitzat com el forn d'una antiga teularia. Està situat dalt d'un talús a uns 50 metres al sud de Can Baixeres És de planta quadrada, coberta a dues vessants, amb el carener situat de nord a sud. Consta d'un gran sot quadrat, situat al marge esquerre del riu Gurri, el continuen uns murs adossats amb una alçada de dos metres. Al mur de llevant hi ha una escala de lloses i a ponent una altra que es troba parcialment destruïda.
Els ràfecs dels teulat són molt amplis, i al sòl interior s'hi veuen restes de forats.
Està construïda amb pedra basta unida amb morter i totxo.

## Història
Masia situada a l'extrem sud de Vic, al marge esquerre del riu Gurri, situada a la confluència dels municipis de Santa Eugènia i de Malla.
Està situada a una zona de camps fèrtils, no hi ha cap dada que permeti datar-la amb precisió però per les característiques constructives sembla de finals del segle xix.
La teularia, avui dia s'ha convertit en una pallissa, ja que la tradició de les bòbiles molt arrelada a molts indrets de la comarca, ha estat substituïda per mètodes més industrials.